# 烏来ロープウェイ
烏来ロープウェイ（ウライ-ロープウェイ、繁体字台湾語: 烏來空中纜車）は、台湾新北市烏来区にある烏来瀑布と山頂の遊園地「雲仙楽園（ユンシェン・ルーユェン、ユンシェン・リゾート）」を結ぶ観光用索道路線。台湾で初のロープウェイ導入事例であり、登山用と下山用の車両が交互往来している。

## 概要
南勢渓に聳える急峻な断崖絶壁上にあるアミューズメントパークの雲仙楽園がそのアクセス手段として整備したのがこのロープウェイである。乗車中に南勢渓谷を越えながら様々な角度から烏来瀑布を眺めることができる。路線延長は380メートルで高低差は164.59メートル、最大傾斜角32.5度、運行速度は秒速3.6メートルで、所要時間は2分40秒。運行時間は午前8：30から乗客数に応じて10-20分間隔で運行している。17：30以降はデマンド運行で22：00以降は発車しない。
日本の安全索道社が設計施工を担い、1964年に「烏来空中纜車公司」を設立して着工、1967年8月6日に開業した。建設当時、日本の専門家チームを招き、地質が軟弱な岩盤ではなく堅強な頁岩に支柱を設置することを選択している。2015年8月には台風ソウデロアで施設が被災、数日の営業停止に見舞われたほか、周辺の被災により客足が減少している。それでも2017年に無事開業50周年を迎え、その間に故障したのは開業翌年の1968年3月に起きた1件のみで死傷者ゼロを継続している。

### のりば
- 麓側：（北緯24度50分55.8秒 東経121度33分04.4秒 / 北緯24.848833度 東経121.551222度）
- 山頂側：（北緯24度50分45.7秒 東経121度33分11.3秒 / 北緯24.846028度 東経121.553139度）

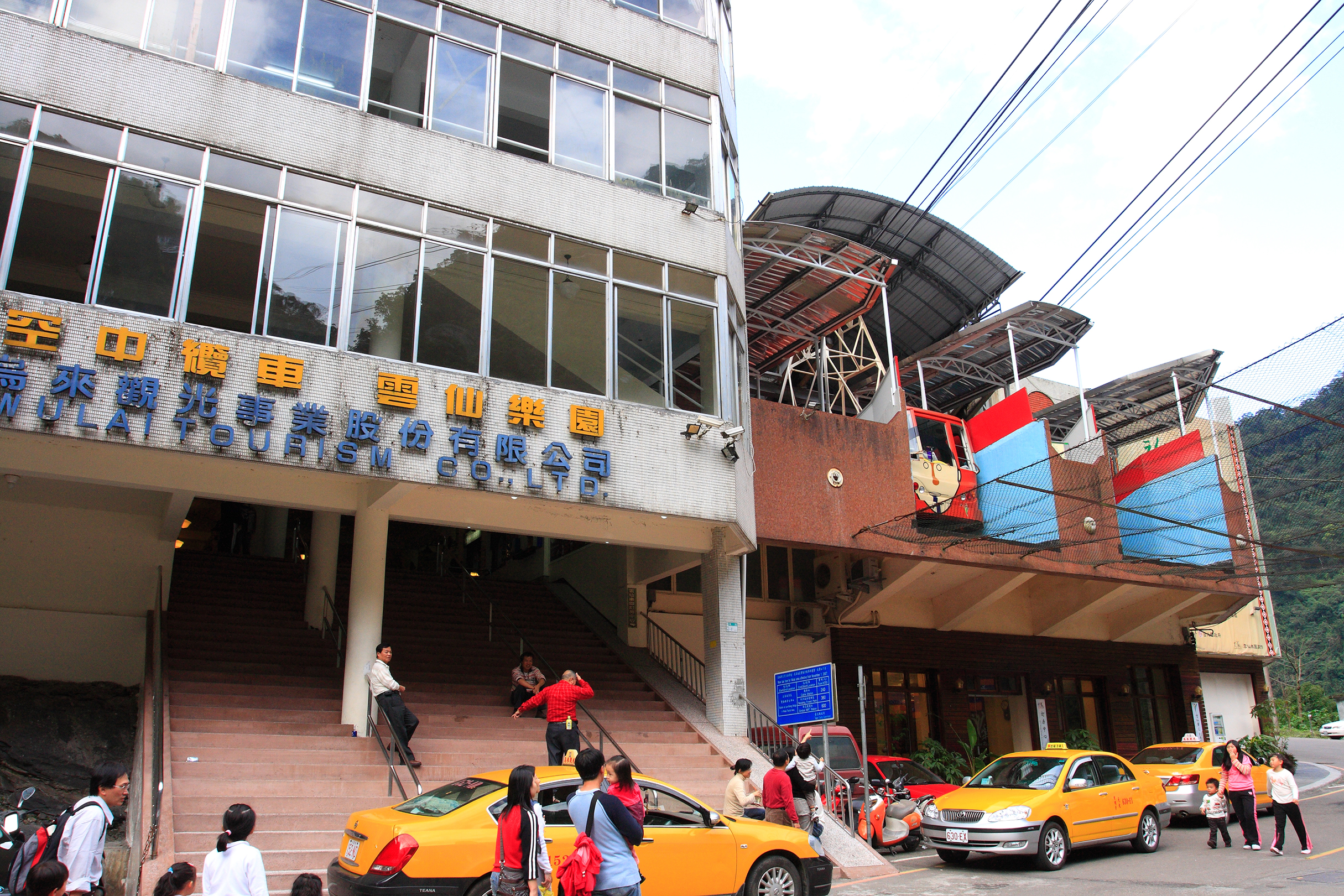
烏来空中纜車站（烏来市街側）
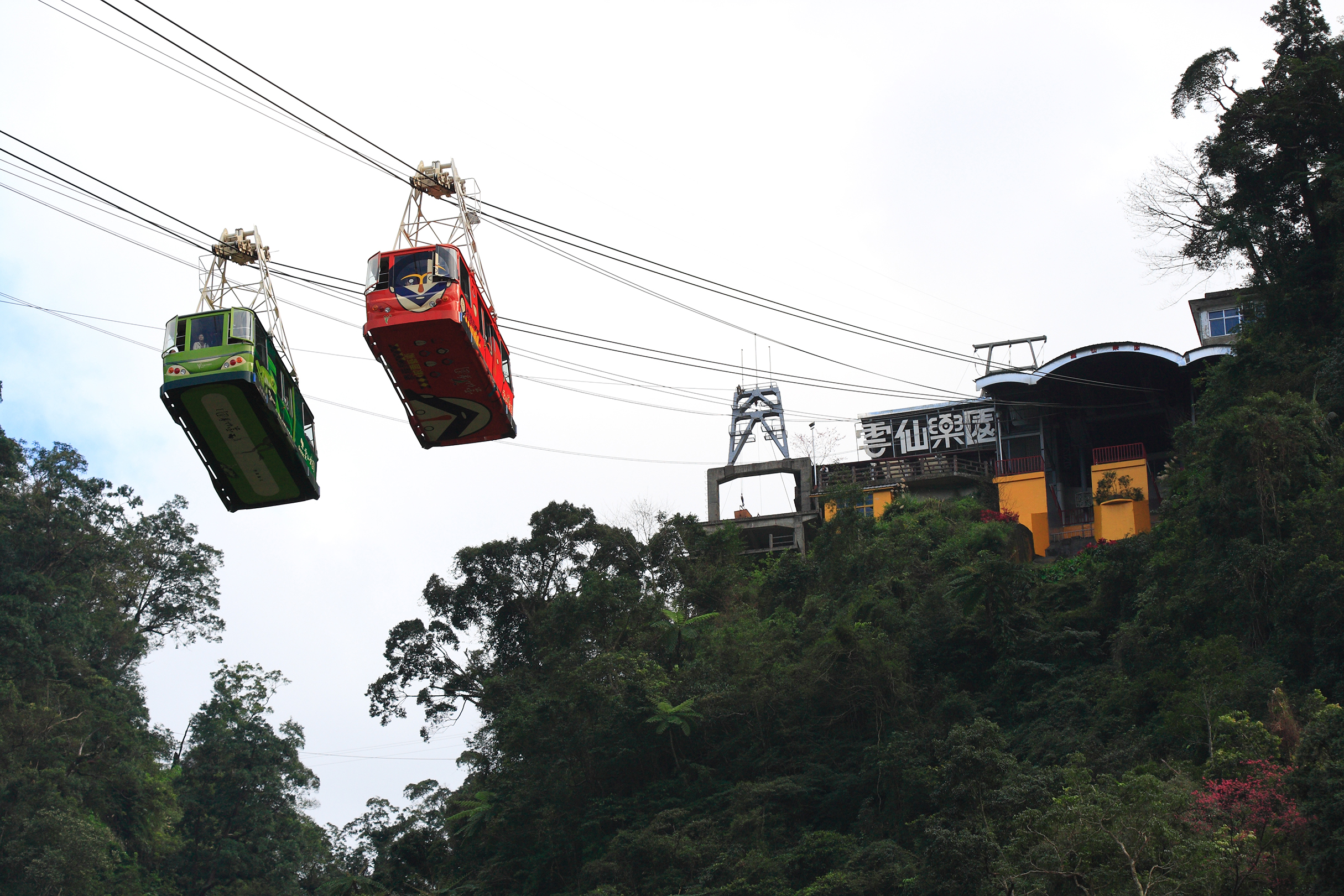
烏来空中纜車站（雲仙楽園側）

## 車両

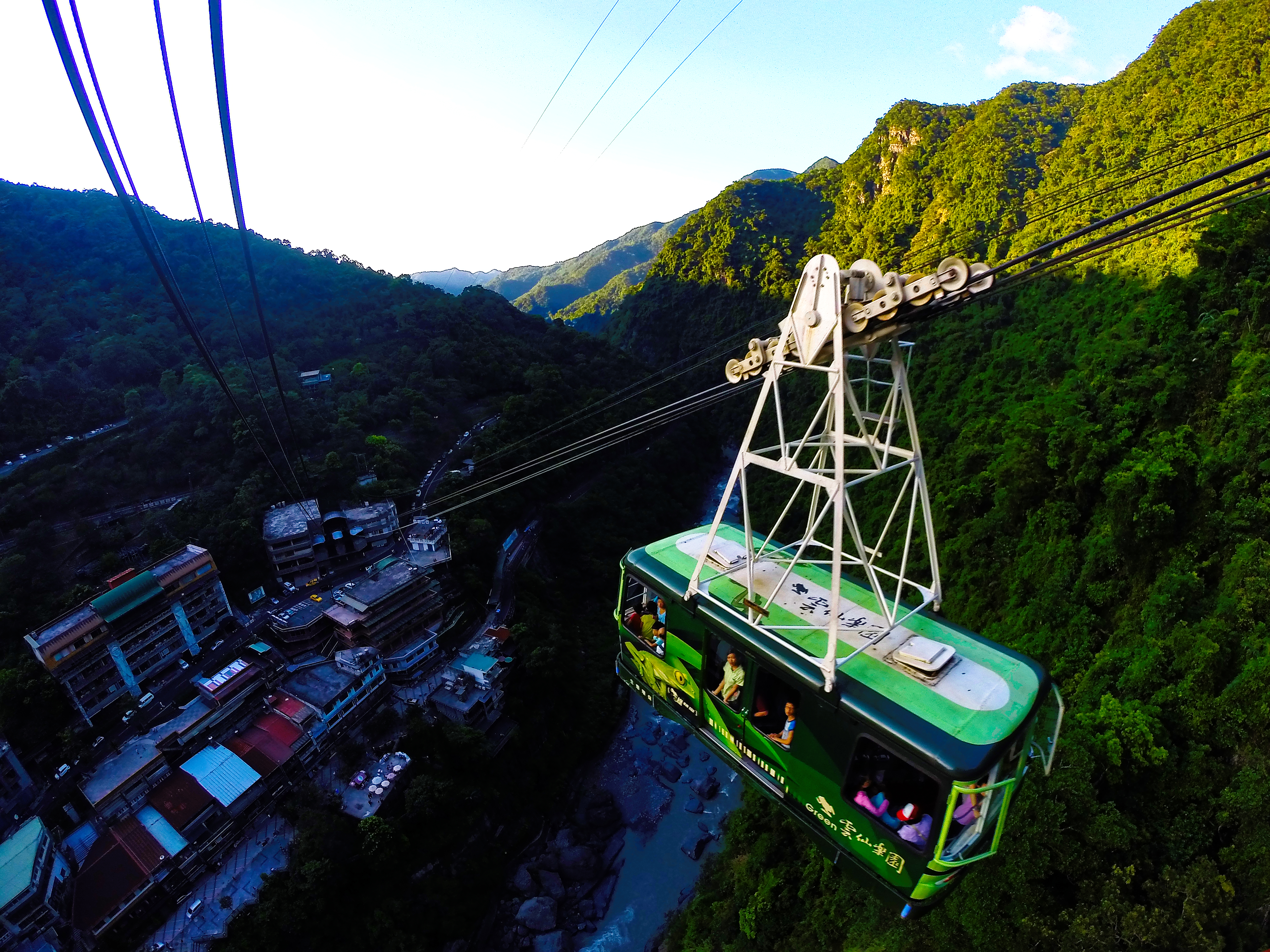
車体屋根の構造（第5世代）
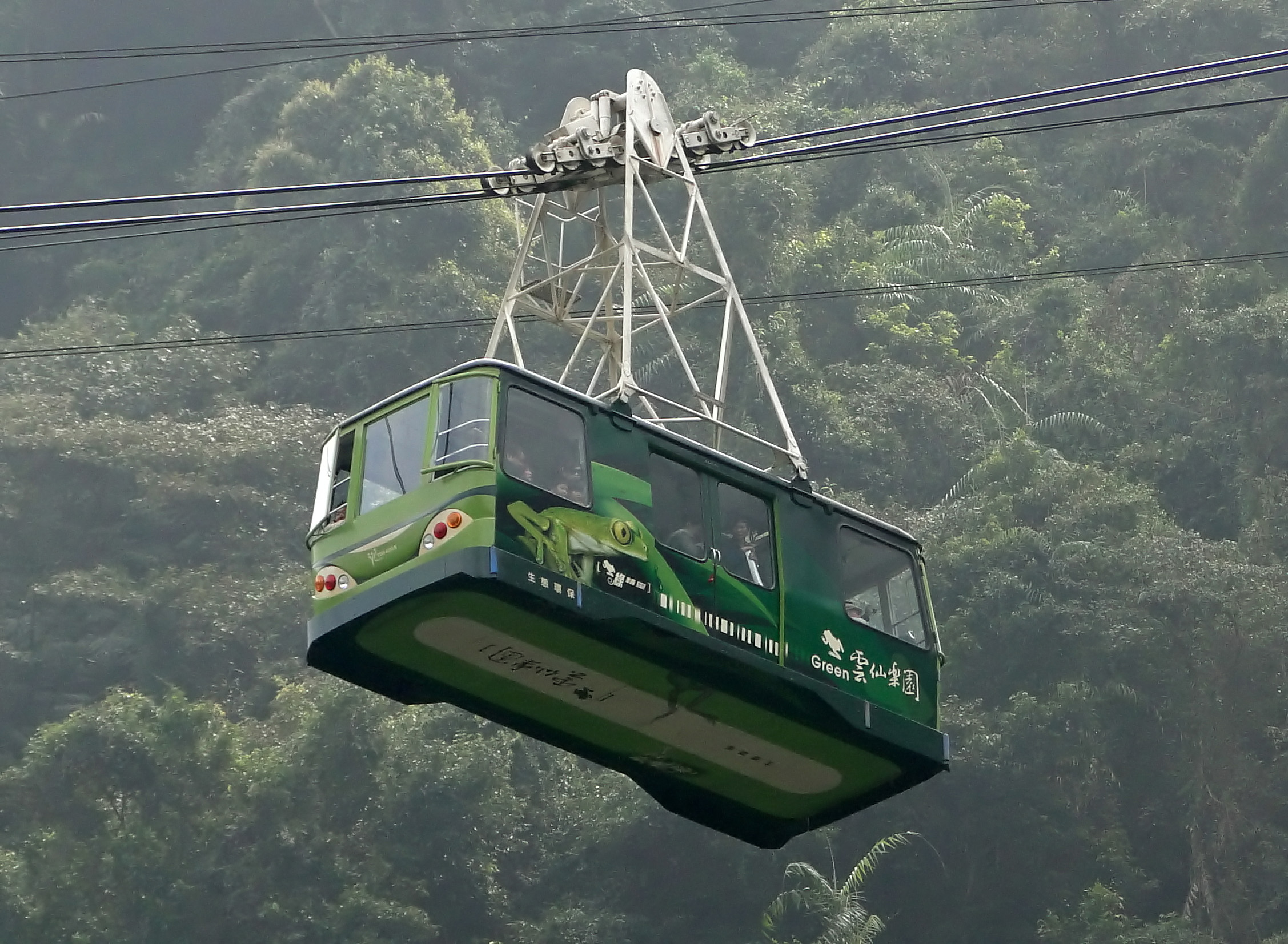
下側からみた車体（同上）

- 第1世代（1967年-）：定員16人で客室乗務員がいた[4]。ディーゼル駆動。赤一色で塗装され、往復運賃は18元だった。
- 第2世代（1970年）：定員36人[4]。ディーゼル駆動。車内結婚式を開催。
- 第3世代（1980年）：定員91人。コンピュータによる自動制御を導入[4]。車体色が白になっただけでなく、大型化により定員が大幅に増加した。
- 第4世代（1987年）：定員91人[4]。
- 第5世代（2003年 - ）：同上[4]。車体色は緑色と赤色。原住民のイラストが施されている。車体価格は総額1,000万元[7]

直径5センチの支索4本（登山用と下山用各2本）で車体を支え、耐荷重は1本当たり226トン。直径2.6センチの曳索2本が車体を牽引する四線交走式（2支索2曳索）。耐荷重は1本当たり47.8トン。ゴンドラの車体重量は2.8トンで、16個の滑車が主索上にあり曳索の牽引力で推進する。主索は重さ50トンの重錘4つを利用して重力や荷重を調整している。

## 運賃
雲仙楽園の入園券あるいは併設のホテル（雲仙大飯店）の宿泊費に往復運賃が含まれている。
| 区分   | 価格（単位：台湾元） | 適用対象                                                                                              |
| ------ | -------------------- | --- |
| 全票   | 220元                | - 19歳以上65歳以下の成人                                                                              |
| 優恵票 | 150元                | - 18歳未満学生（身分証必須） - 満3歳以上12歳未満の小児                                                |
| 半票   | 110元                | - 満65歳以上の高齢者（身分証必須） - 障害者手帳所持者は本人と障害者1名につき同乗の介助者1名も割引対象 |

## 交通
鉄道、バスなどの公共交通機関のみ記載する。
台北市内
- 台北捷運台北駅から新店客運（中国語版）(849路) の直通か、途中の公館駅、新店駅などから同じく849路で終点の烏来下車。

桃園国際機場
- 桃園機場捷運で桃捷台北駅経由上記の経路
- 国光客運1819路または大有巴士（中国語版）1961路で台北駅経由、上記の経路
- 大有巴士1968路で捷運新店駅経由、上記の経路

烏来市街
- 烏来温泉（烏来老街）から徒歩または烏来台車駅経由トロッコで瀑布駅（滝駅）経由、烏来勇士広場まで徒歩、ロープウェイのりばまでの石段がある。

### 註釈
1. ↑  園内アトラクション施設の料金は別途必要。